# Faits économiques et sociaux au IIe siècle av. J.-C.

Chronologie de l'économie
IIIe siècle av. J.-C. - IIe siècle av. J.-C. - Ier siècle av. J.-C.

## Événements

### Chine

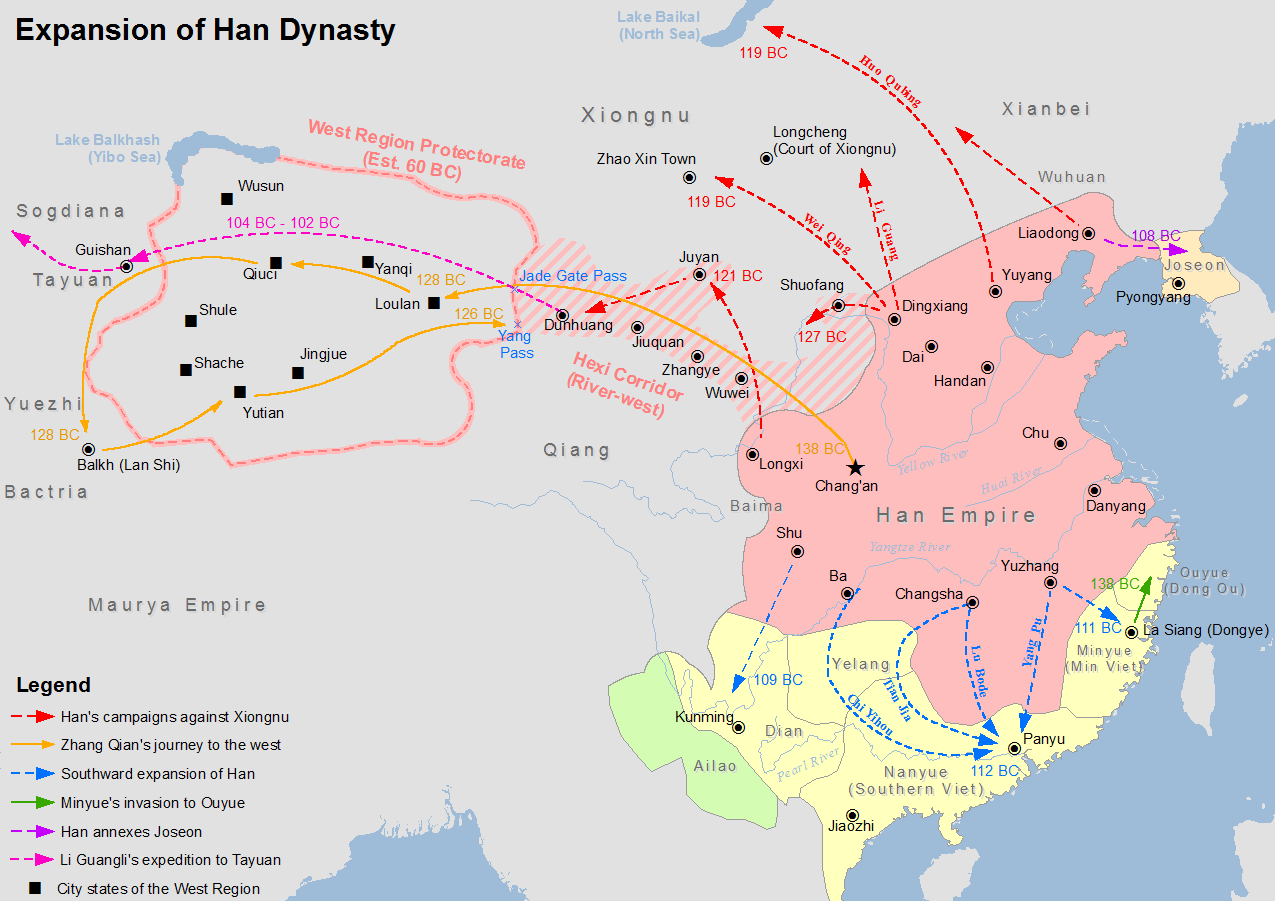
Expansion de la dynastie Han.

- 141-87 av. J.-C. : pendant le règne de Wudi, les Han atteignent leur apogée économique et militaire[1]. Le commerce chinois est attesté avec le Viêt Nam, l’Asie du Sud-Est, l’Indonésie…
- Vers 120 av. J.-C. : une grande famine menace la capitale de la dynastie Han, Chang'an. Sept cent mille familles sont déportées vers le nord, le long des terres vierges du fleuve Jaune. Le ministre chinois de l’agriculture Zheng Dangshi décide la construction d'un canal de plus de 150 km de long reliant Chang'an au fleuve Jaune pour approvisionner la capitale[2].
- 111 av. J.-C. : l'empereur Han Wudi établit les préfectures de Zhangye et Dunhuang dans le corridor du Hexi pour le contrôle de la route de la soie[3].
- 110 av. J.-C. : Wudi, les conseils de Sang Hongyang (en), fils d'un petit boutiquier de Luoyang, met en place le système pingzhun pour réguler le commerce des grains et enrayer les famines par la mise en place de greniers à céréales publics[2].

### Monde hellénistique
- 217-180 av. J.-C. : crise politique, sociale et économique de l’Égypte lagide sous les règnes de Ptolémée IV Philopator et de Ptolémée V Épiphane[4].
- 142 av. J.-C. : la liste des destinataires de la lettre du consul Metellus au grand-prêtre Simon permet de dresser un tableau géographique de la Diaspora [5]. On estime à huit millions la population juive à l’époque hellénistique (Babylonie, Syrie, Anatolie, Égypte (100 000 Juifs à Alexandrie), mais aussi Chypre, Cyrénaïque, Égée, Grèce, Afrique, Italie, Espagne). Les Juifs sont soldats, agriculteurs, artisans, fonctionnaires, plus rarement commerçants où prêteurs. En Égypte, les Juifs de la Diaspora ont formé de petites communautés dès le VIe siècle av. J.-C. D’autres viennent en grand nombre après l’annexion de la Cœlé-Syrie et la révolte des Maccabées (175 av. J.-C.). Ils sont plus d’un million (dont 100 000 à Alexandrie où ils occupent deux quartiers sur cinq). En contact avec les Goyim, ils s’hellénisent et abandonnent l’araméen pour le grec à partir du IIe siècle av. J.-C. Les textes sacrés sont traduits en grec à partir de Philadelphie (version des Septante, vers 210 av. J.-C.) ce qui permet aux non-Juifs de connaître l’ancien testament[6].
- 107 av. J.-C. : le serment de Tebtynis est imposé aux paysans d’Égypte pour les lier à la terre : « Jusqu’à ce que je verse mon fermage, je reste en vue présent chaque jour et appliqué aux travaux agricoles, sans me réfugier sur l’autel sacré de quelque temple, sans faire appel à aucune protection, sans inventer aucun moyen de me dérober »[7]. Écrasés par un système oppressif et par des baux iniques, les paysans s’enfuient : c’est l’Anachorèse, un des phénomènes les plus graves de la basse époque hellénistique, qui perdure et s’aggrave à l’époque romaine avant de se teinter de valeur religieuse avec les anachorètes chrétiens. Le désert ne fournit de refuge qu’à une infime minorité, retournée à la vie nomade. C’est Alexandrie qui attire le plus les paysans déserteurs qui y trouvent du travail et l’asile des temples. D’autres forment des bandes de brigands qui désolent le pays[8]. La communauté villageoise est responsable collectivement de l’ensemble des redevances : ceux qui restent doivent payer pour ceux qui fuient, ce qui aggrave le mécontentement dans les campagnes.
- Fondation du port de Myos Hormos sur la mer Rouge[9].

### Monde romain
- 200-49 av. J.-C. : après la seconde guerre punique, Massalia (Marseille), alliée de Rome, réussit à contrôler tout le littoral méditerranéen de la Gaule et de l’Espagne. Avec la réouverture du couloir rhodanien comme route de l’étain en provenance des îles Cassitérides (fin IVe siècle ?), la vie économique reprend à Marseille après l’éclipse de l’époque classique. C’est une grande ville qui commerce avec la Campanie et Rome, garde le contact avec le monde grec oriental et draine tout le commerce de la Gaule méridionale et de l’Espagne grâce à son réseau de colonies : Olbia (Hyères), Tauroenton, Antipolis (Antibes), Nicaia (Nice), Agathé (Agde), Emporium, etc. La constitution de Marseille est aristocratique avec un conseil de 600 timouques et deux délégations de 15 et 3 membres. Malgré l’absence d’assemblée du peuple, il n’y a pas de crise sociale, parce que les riches ne sont pas de grands propriétaires fonciers. Les mœurs restent sévères dans une ville toujours menacée par les barbares et où l’organisation militaire est rigoureuse. Les spectacles de mimes sont interdits, ainsi que les cultes orientaux et les dots dépassant 100 pièces d’or. Les cultes essentiels restent ceux d’Apollon Delphinien, d’Artémis d’Éphèse et d’Athéna. La ville possède un théâtre, une école de médecine fameuse et excelle dans la construction de machines de guerre. Les arts plastiques et l’architecture sont peu développés[10].
- Après 146 av. J.-C. :

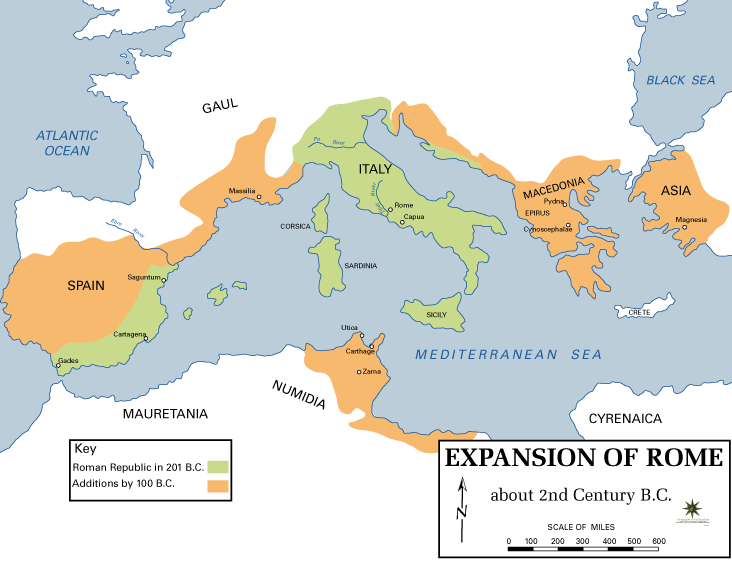
Expansion de la République romaine au IIe siècle av. J.-C.

- - la conquête du bassin méditerranéen par Rome introduit un élément économique nouveau, le « grand capitalisme » et l’entrée en scène des hommes d’argent. Ces hommes d’affaires, issus pour certains de l’ordre équestre, riches essentiellement de fortune mobilière, s’opposent à la noblesse gouvernementale, composée principalement de sénateurs, gros propriétaires fonciers. Ils exercent leurs activités dans trois directions : la ferme des impôts, adjugée tous les cinq ans aux publicains par les censeurs et placée sous le contrôle du Sénat. Elle porte sur les douanes (portoria), les droits de pacage sur le domaine public (scriptura) et la dîme (impôt provincial). Les fournitures publiques (opera publica), adjugées dans les mêmes conditions, qui comprennent les fournitures à l’État (notamment pour l’armée : vivres, transport, vêtements, chevaux, etc.) et les travaux publics (construction ou entretient d’édifices et d’installations diverses, temples, portiques, basiliques, murs, routes, aqueducs, ports ; la banque, pratiquée dans tout le monde romain (contrôle et change des monnaies métalliques, avances de fonds, placement, dépôts, mandats de paiement et contrats de change)[11].
  - après la destruction de Carthage et jusqu’à la fin du Ier siècle apr. J.-C., l’Afrique se spécialise dans la culture du blé, car le vin et l’huile des territoires romains de la Méditerranée occidentale sont de meilleure qualité. L’orge sert à l’alimentation de la population pauvre. Elle fournit à Rome du minerai de fer, de plomb argentifère et de cuivre, du bois de construction et de chauffage[12]. Rome favorise l’aménagement hydraulique de la région (barrage, aqueduc, canaux, etc.). L’essor économique contribue à la naissance d’une riche bourgeoisie berbère et au développement de nombreuses cités.

- Vers 145/133 av. J.-C. : période de dépression économique à Rome marquée par la raréfaction des émissions de monnaies et la diminution des dépenses publiques[14],[15].
- 133-121 av. J.-C. : échec des tentatives démocratiques des Gracques à Rome ; Lex Sempronia, réforme agraire de Tiberius Gracchus, qui est assassiné en 133 av. J.-C. ; lois agraires et frumentaires pendant les tribunats de Caius Gracchus (123-122 av. J.-C.)[15]. Les guerres puniques ont coûté cher, directement et indirectement. L’agriculture est ruinée par la longue invasion d’Hannibal et de ses troupes. Des familles entières de paysans ont été massacrées ou déplacées. Des fermes sont abandonnées ou mal exploitées. Le maintien d’une importante armée (130 000 hommes), prive l’économie de main-d’œuvre masculine. À Rome, l’accroissement de l’Empire a attiré des émigrants, des Italiens chassés par la guerre, des Grecs et des affranchis, formant une masse misérable et sans travail. Au même moment, l’aristocratie exploite les bénéfices des conquêtes, acquiert des domaines immenses sur lesquels elle fait travailler de nombreux esclaves, produisant le blé et la nourriture pour les villes. Souvent, elle évince les paysans déjà sur place[16]. De leur côté, chevaliers et publicains s’enrichissent grâce au commerce ou aux travaux publics. Le déséquilibre social engendre des difficultés importantes de maintien de l’ordre public. Avec les Gracques, la masse misérable trouve des défenseurs auprès des aristocrates imprégnés de l’idéal grec de justice et d’humanité, les populares, partisans de réformes, qui s’opposent aux optimates, attachés au maintien du statu quo[17].

- Entre 133 et 115 av. J.-C. : réforme de la monnaie à Rome, possible l’utilisation des ressources du trésors d’Attale III ; le denier d’argent vaut désormais 16 as de bronze, et non plus 10[15].
- Après 120 av. J.-C. : début de l'exportation massive de vin italien vers la Gaule. Les peuples gaulois (Éduens, Séquanes, Lingons et Leuques à l'est, Pictons, Santons, Lémovices, Bituriges à l'ouest) se dotent de monnaies fixées sur le denier d’argent romain et proche de la drachme de Marseille[18].
- 104 av. J.-C. : disparition de la classe paysanne à Rome : au cours de la discussion d’une loi agraire, le tribun Lucius Marcius Philippus déclare qu’il n’y a pas plus de 2 000 citoyens propriétaires, alors que les chiffres du cens enregistrent plus de 400 000 citoyens mobilisables[19].